# C/1890 V1 Zona
C/1890 V1 (Zona) è una cometa non periodica scoperta il 15 novembre 1890 dall'astronomo italiano Temistocle Zona con il telescopio equatoriale Merz in possesso dell'Osservatorio astronomico di Palermo.